# 欧日朗
欧日朗（法語：Augerans，法語發音：[oʒʁɑ̃]）是法国汝拉省的一个市镇，位于该省北部，属于多勒区。

## 地理
欧日朗（47°1'6"N, 5°34'52"E）面积8.05 平方千米，位于法国勃艮第-弗朗什-孔泰大區汝拉省，该省份为法国东部内陆省份，北起上索恩省，西北接科多尔省，西临索恩-卢瓦尔省，南至安省，东与杜省和瑞士接壤。
与欧日朗接壤的市镇（或旧市镇、城区）包括：法勒唐、邦鎮 (汝拉省)、贝尔蒙、拉卢瓦、苏旺。

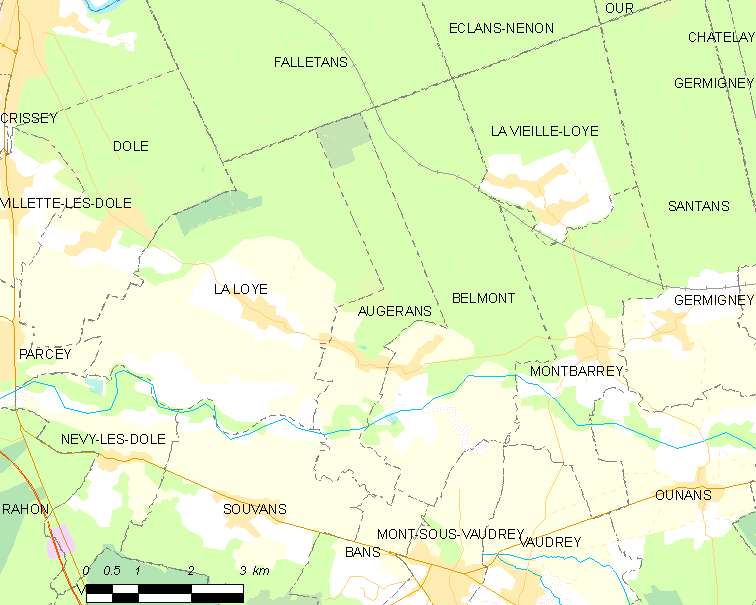
欧日朗的OSM定位图

欧日朗的时区为UTC+01:00、UTC+02:00（夏令时）。

## 行政
欧日朗的邮政编码为39380，INSEE市镇编码为39026。

## 政治
欧日朗所属的省级选区为蒙苏沃德雷县。

## 人口

1962-2008年间欧日朗人口变化图示

欧日朗于2022年1月1日时的人口数量为186人。